# Synode von Frankfurt 1027
Die Synode von Frankfurt am 23. und 24. September 1027 war eine Generalsynode, die in der Frankfurter Pfalzkapelle stattfand.
Den Vorsitz führten Kaiser Konrad II. und  Erzbischof Aribo von Mainz. Auf der Synode waren 23 namentlich aufgeführte Bischöfe und neun Äbte sowie zahlreiche niedere Kleriker anwesend. Unter den Laien ragte Herzog Adalbero von Kärnten hervor, der als Schwertträger des Kaisers fungierte und ihm zu Füßen saß.
Die Sitzordnung dieser Synode schildert Wolfhere von Hildesheim wie folgt:

„An der Ostseite des Chores saß Aribo mit seinen Suffraganen, zu seiner Rechten Werner von Straßburg, Eberhard von Bamberg, Meginhard von Würzburg, Godehard von Hildesheim und Azecho von Worms und zu seiner Linken Bruno von Augsburg, Meinwerk von Paderborn, Wigger von Verden, Branthog von Halberstadt. Konrad saß Aribo gegenüber im westlichen Teil des Chores auf einem erhöhten Thron, umgeben, auf der rechten Seite von Pilgrim von Köln und seinen Suffraganen Sigebert von Minden, Siegfried von Münster und Bernold von Utrecht und auf der linken Seite, von Huntfried von Magdeburg, Hildewart von Zeitz, Bruno von Merseburg, Liuzo von Brandenburg und Theoderich von Meißen. An der Südseite des Chores nahmen mit Rambert von Verden, Hildolf Mantua, Reinold von Oldenburg und Rudolf von Schleswig die Bischöfe aus den übrigen Kirchenprovinzen Platz.“

Nach einem feierlichen Gottesdienst wurde am 23. September der Gandersheimer Streit behandelt, der um die Frage geführt wurde, ob Gandersheim zur Hildesheimer oder Mainzer Diözese gehöre, woraus sich die Rechte der jeweiligen Bischöfe ableiteten. Auf Aribos Betreiben wurde die kanonisch anfechtbare Ehe aufgrund zu naher Verwandtschaft des Hammersteiner Grafen Otto von Hammerstein und Irmingard von Verdun noch einmal Verhandlungsgegenstand. Doch wurde das Verfahren um die Hammersteiner Ehe auf Wunsch Konrads beendet. Die beiden Eheleute konnten somit bis zu Ottos Tode 1036 ungehindert in ehelicher Gemeinschaft leben. Der zweite Verhandlungstag befasste sich ausschließlich mit dem Gandersheimer Streit. Das Urteil fiel gegen den Mainzer Erzbischof Aribo aus. Doch war damit der Gandersheimer Streit noch nicht beendet, obgleich die Frankfurter Synodalbeschlüsse die Grundlage für eine Einigung schufen.